# KVV Sint-Denijs Sport
KVV Sint-Denijs Sport is een Belgische voetbalclub uit Sint-Denijs-Westrem. De club is aangesloten bij de KBVB met stamnummer 2533 en heeft groen en wit als clubkleuren. Naast een eerste elftal en een reserveploeg heeft de club ook een uitgebreide jeugdwerking en treedt met meer dan 20 jeugdploegen in competitie.

## Geschiedenis
De club sloot zich in 1937 aan bij de Belgische Voetbalbond. Men bleef er in de provinciale reeksen spelen.
Sint-Denijs behaalde zijn eerste succes in 1948-1949 toen het kampioen werd in Derde Gewestelijke. 
Na de hervorming van de Belgische voetbalreeksen zakte de club in 1953 naar Derde Provinciale. In de jaren zestig strandde Sint-Denijs drie maal op de tweede plaats zonder promotie af te dwingen. 
In de jaren zeventig belandde de club een paar keer in Vierde Provinciale, maar keerde terug naar Derde Provinciale waar Sint-Denijs na een lang verblijf in 1994 kampioen werd en promoveerde. Het verblijf in Tweede Provinciale duurde tot 1999, gevolgd door onmiddellijke promotie. 
In 2003 herhaalde dit scenario zich, in 2007 degradeerde de club nogmaals naar Derde Provinciale. 
In 2009 kon de vierde titel in Derde Provinciale worden gevierd. In 2015 leidde een vijftiende plaats in de rangschikking naar Derde Provinciale. 
In 2016 en 2019 was een tweede plaats onvoldoende voor promotie. In het seizoen 2017-2018 trad de club ook met een B-elftal op in de provinciale reeksen, maar ondanks een zesde plaats in Vierde Provinciale nam dit elftal daarna niet meer aan de competitie deel.
In 2020 promoveerde de club opnieuw naar 2de provinciale.

## Resultaten
| Seizoen | Klasse | Klasse | Klasse | Klasse | Klasse | Klasse | Klasse | Klasse | Klasse | Reeks                                                    | Punten                                                   | Opmerkingen                                                 | Beker van België                                         |
|         | I      | I      | II     | III    | IV     | P.I    | P.II   | P.III  | P.IV   |                                                          |                                                          |                                                             | Beker van België                                         |
| ------- | ------ | ------ | ------ | ------ | ------ | ------ | ------ | ------ | ------ | -------------------------------------------------------- | -------------------------------------------------------- | ----------------------------------------------------------- | -------------------------------------------------------- |
| 1999/00 |        |        |        |        |        |        |        | 1      |        | Derde Prov. O-Vl.                                        | 73                                                       |                                                             |                                                          |
| 2000/01 |        |        |        |        |        |        | 9      |        |        | Tweede Prov. O-Vl.                                       | 39                                                       |                                                             |                                                          |
| 2001/02 |        |        |        |        |        |        | 12     |        |        | Tweede Prov. O-Vl.                                       | 32                                                       |                                                             |                                                          |
| 2002/03 |        |        |        |        |        |        | 15     |        |        | Tweede Prov. O-Vl.                                       | 29                                                       |                                                             |                                                          |
| 2003/04 |        |        |        |        |        |        |        | 1      |        | Derde Prov. O-Vl.                                        | 63                                                       |                                                             |                                                          |
| 2004/05 |        |        |        |        |        |        | 6      |        |        | Tweede Prov. O-Vl.                                       | 45                                                       |                                                             |                                                          |
| 2005/06 |        |        |        |        |        |        | 9      |        |        | Tweede Prov. O-Vl.                                       | 39                                                       |                                                             |                                                          |
| 2006/07 |        |        |        |        |        |        | 15     |        |        | Tweede Prov. O-Vl.                                       | 27                                                       |                                                             |                                                          |
| 2007/08 |        |        |        |        |        |        |        | 2      |        | Derde Prov. O-Vl.                                        | 64                                                       |                                                             |                                                          |
| 2008/09 |        |        |        |        |        |        |        | 1      |        | Derde Prov. O-Vl.                                        | 74                                                       |                                                             |                                                          |
| 2009/10 |        |        |        |        |        |        | 7      |        |        | Tweede Prov. O-Vl.                                       | 48                                                       |                                                             |                                                          |
| 2010/11 |        |        |        |        |        |        | 7      |        |        | Tweede Prov. O-Vl.                                       | 46                                                       |                                                             |                                                          |
| 2011/12 |        |        |        |        |        |        | 7      |        |        | Tweede Prov. O-Vl.                                       | 44                                                       |                                                             |                                                          |
| 2012/13 |        |        |        |        |        |        | 8      |        |        | Tweede Prov. O-Vl.                                       | 43                                                       |                                                             |                                                          |
| 2013/14 |        |        |        |        |        |        | 9      |        |        | Tweede Prov. O-Vl.                                       | 37                                                       |                                                             |                                                          |
| 2014/15 |        |        |        |        |        |        | 15     |        |        | Tweede Prov. O-Vl.                                       | 21                                                       |                                                             |                                                          |
| 2015/16 |        |        |        |        |        |        |        | 2      |        | Derde Prov. O-Vl.                                        | 63                                                       |                                                             |                                                          |
|         | 1A     | 1B     | 1Am    | 2Am    | 3Am    | P.I    | P.II   | P.III  | P.IV   | Vanaf 2016-17 zijn er 3 nationale en 2 regionale niveaus | Vanaf 2016-17 zijn er 3 nationale en 2 regionale niveaus | Vanaf 2016-17 zijn er 3 nationale en 2 regionale niveaus    | Vanaf 2016-17 zijn er 3 nationale en 2 regionale niveaus |
| 2016/17 |        |        |        |        |        |        |        | 10     |        | Derde Prov. O-Vl.                                        | 37                                                       |                                                             | R2                                                       |
| 2017/18 |        |        |        |        |        |        |        | 4      |        | Derde Prov. O-Vl.                                        | 54                                                       |                                                             |                                                          |
| 2018/19 |        |        |        |        |        |        |        | 2      |        | Derde Prov. O-Vl.                                        | 61                                                       |                                                             |                                                          |
| 2019/20 |        |        |        |        |        |        |        | 1      |        | Derde Prov. O-Vl.                                        | 62                                                       | competitie vroegtijdig stopgezet vanwege de coronapandemie. |                                                          |
| 2020/21 |        |        |        |        |        |        | 8      |        |        | Tweede Prov. O-Vl.                                       | 7                                                        | competitie nietig verklaard vanwege de coronapandemie       |                                                          |
| 2021/22 |        |        |        |        |        |        | 4      |        |        | Tweede Prov. O-Vl.                                       | 55                                                       |                                                             |                                                          |
| 2022/23 |        |        |        |        |        | 2      |        |        |        | Eerste Prov. O-Vl.                                       | 54                                                       |                                                             |                                                          |
| 2023/24 |        |        |        |        | 9      |        |        |        |        | Derde afdeling VV A                                      | 39                                                       | Eerste seizoen in de nationale reeksen                      |                                                          |
| 2024/25 |        |        |        |        | 11     |        |        |        |        | Derde afdeling VV A                                      | 38                                                       |                                                             |                                                          |
| 2025/26 |        |        |        |        |        |        |        |        |        | Derde afdeling VV A                                      |                                                          |                                                             |                                                          |